# 松下真理子
松下 真理子（まつした まりこ）は、日本の現代美術作家。

## 人物・来歴
1980年 日本の大阪府吹田に生まれる。
幼少期、最初の表現は、性的暴力からの治癒と理解のために書きはじめた無数の詩だった。
精神的な模索と言葉によらない方法を求め、芸術を志す。
2004年 京都市立芸術大学美術学部油画専攻を卒業。
工場での労働のかたわら独自の絵画表現を再開し、2016年《Margarita7》をはじめとする作品群で、第二回CAFFA賞（CAF・アーティスト・アワード）グランプリを受賞する。
翌年、ロンドンにてデルフィナ財団のレジデンスに滞在し、インド、ペルー、韓国、サウジアラビアなどの女性芸術家たちと親交を結ぶ。のちにアウシュヴィッツ、フィリピンの「赤い家」などを訪れ、絵画を制作する。
2020年 スヴェトラーナ・アレクシエーヴィチに影響を受けた「愛の飾らぬ言葉において」、2021年J.M.クッツェーの著書から名付けた《Friday》を含む「人間の声」を発表し、重要な転換期を迎える。
2023年の7月から8月まで占領下のパレスチナヨルダン川西岸地区に滞在していた。

## 主な展覧会

### 個展
2024年
- 「人間動物」原爆の図 丸木美術館、埼玉
- 「うまれ」gallery TOWED、東京

2023年
- 「すべて水に映る」KEN NAKAHASHI、東京

2022年
- 「生命」松下真理子企画、アマポーラ・プラダと松下真理子による二人展、KEN NAKAHASHI、東京

2021年
- 「人間の声」現代芸術振興財団、東京

2020年
- 「愛の飾らぬことばにおいて」銀座蔦屋書店 GINZA ATRIUM、東京
- 「居住不可能として追放された土地」KEN NAKAHASHI、東京

2019年
- 「Oasis」KEN NAKAHASHI、東京

2018年
- 「Silent Resistance to Oblivion」KEN NAKAHASHI、東京
- 「RAW」KEN NAKAHASHI、東京

2016年
- 「IDO」matchbaco （現KEN NAKAHASHI）、東京

2015年
- 「MARIKO」matchbaco、東京

2014年
- 「微笑むを犯す」HBギャラリー ファイルコンペvol.24 大賞個展、東京
- 「楽園とその他の実験」代々木アートギャラリー、東京

2013年
- 「幼い頃に切除すればそれは大きく美しくなる」ギャラリー福果、東京